# Матиньон (коммуна)
Матиньо́н (фр. Matignon, брет. Matignon, галло Mateinyon) — коммуна во Франции, находится в регионе Бретань. Департамент — Кот-д’Армор. Входит в состав кантона Пленёф-Валь-Андре. Округ коммуны — Динан.
Код INSEE коммуны — 22143.

## География
Коммуна расположена приблизительно в 350 км к западу от Парижа, в 70 км северо-западнее Ренна, в 37 км к востоку от Сен-Бриё.
Коммуна расположена на берегу залива Сен-Мало.

## Население
Население коммуны на 2016 год составляло 1 652 человека.
| 1962 | 1968 | 1975 | 1982 | 1990 | 1999 | 2008 | 2016 |
| ---- | ---- | ---- | ---- | ---- | ---- | ---- | ---- |
| 1327 | 1417 | 1591 | 1609 | 1613 | 1537 | 1563 | 1652 |

## Администрация
| Период    | Период        | Фамилия            | Партия       | Примечания                                |
| --------- | ------------- | ------------------ | ------------ | ----------------------------------------- |
| 1982      | 1989          | Рене Трико         |              |                                           |
| 1989      | 1995          | Морис Андре        |              |                                           |
| 1995      | 2001          | Ален Досе          |              | врач                                      |
| 2001      | 2002          | Мари-Рене Тийон    | Разные левые | член генерального совета кантона (с 1992) |
| 2002      | 2008          | Пьер Бенар         | Разные левые |                                           |
| март 2008 | сентябрь 2008 | Патрик Дессоваж    | беспартийный |                                           |
| 2008      | 2014          | Ролан Пети         | Разные левые | пенсионер                                 |
| 2014      |               | Жан-Рене Карфантан | Разные левые | учитель                                   |

## Экономика
В 2007 году среди 904 человек в трудоспособном возрасте (15—64 лет) 623 были экономически активными, 281 — неактивными (показатель активности — 68,9 %, в 1999 году было 67,2 %). Из 623 активных работали 571 человек (288 мужчин и 283 женщины), безработных было 52 (23 мужчины и 29 женщин). Среди 281 неактивных 55 человек были учениками или студентами, 152 — пенсионерами, 74 были неактивными по другим причинам.

## Достопримечательности
- Усадьба Винь (XVI век). Исторический памятник с 1976 года[3]
- Усадьба Шеней-Таньо (XVIII век). Исторический памятник с 1964 года[4]
- Часовня Сен-Жермен (XII век)

## Фотогалерея

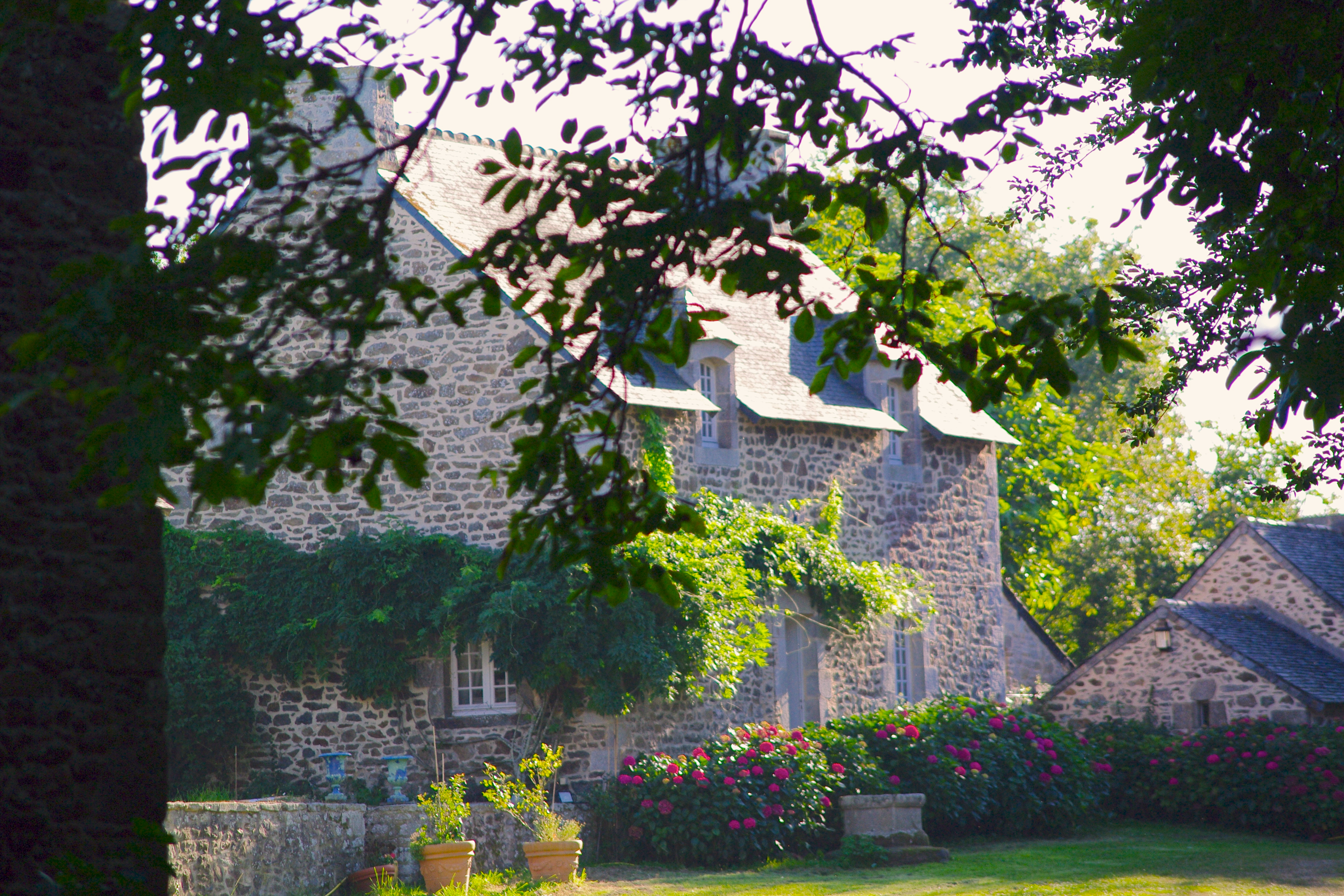
Усадьба Винь
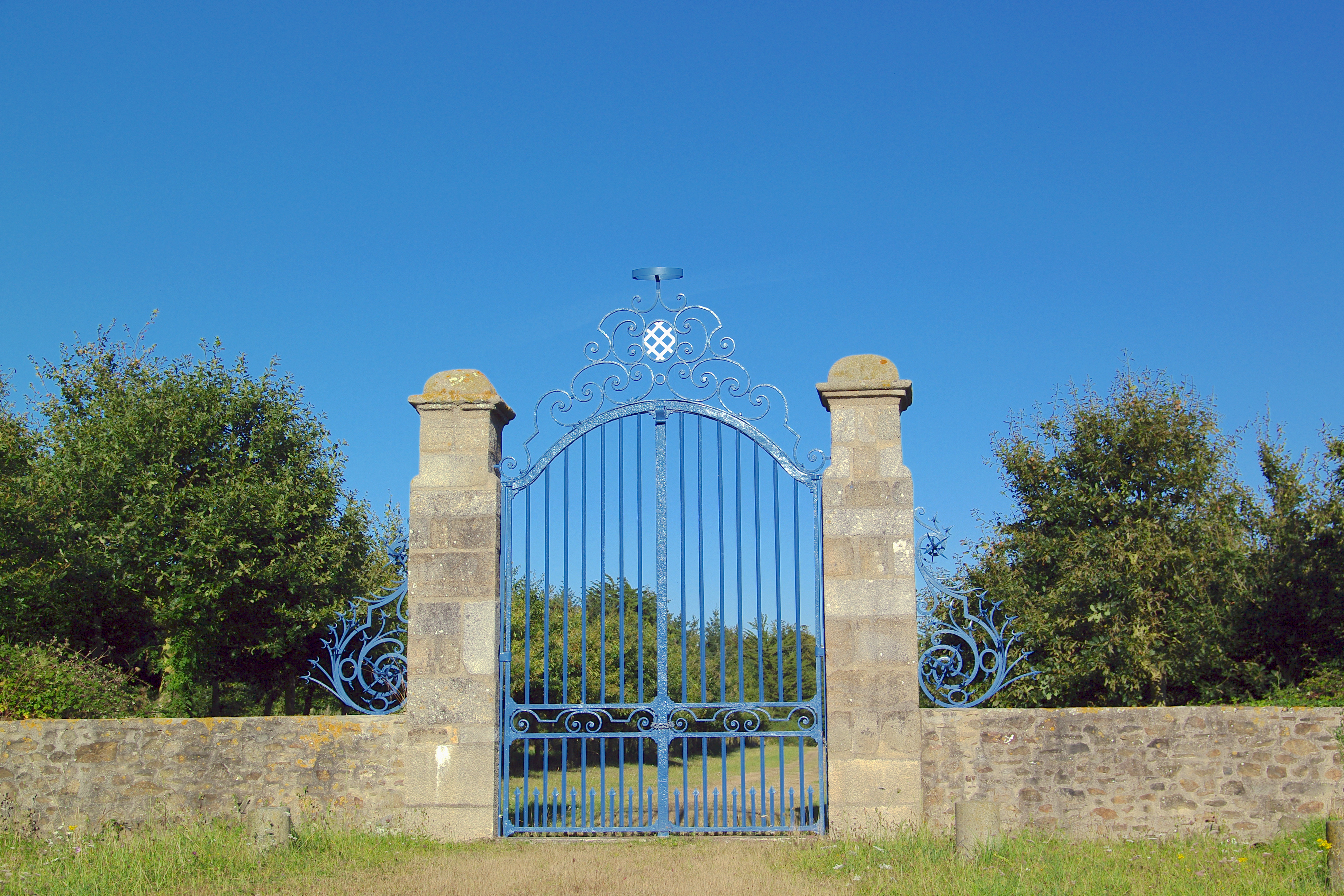
Усадьба Винь
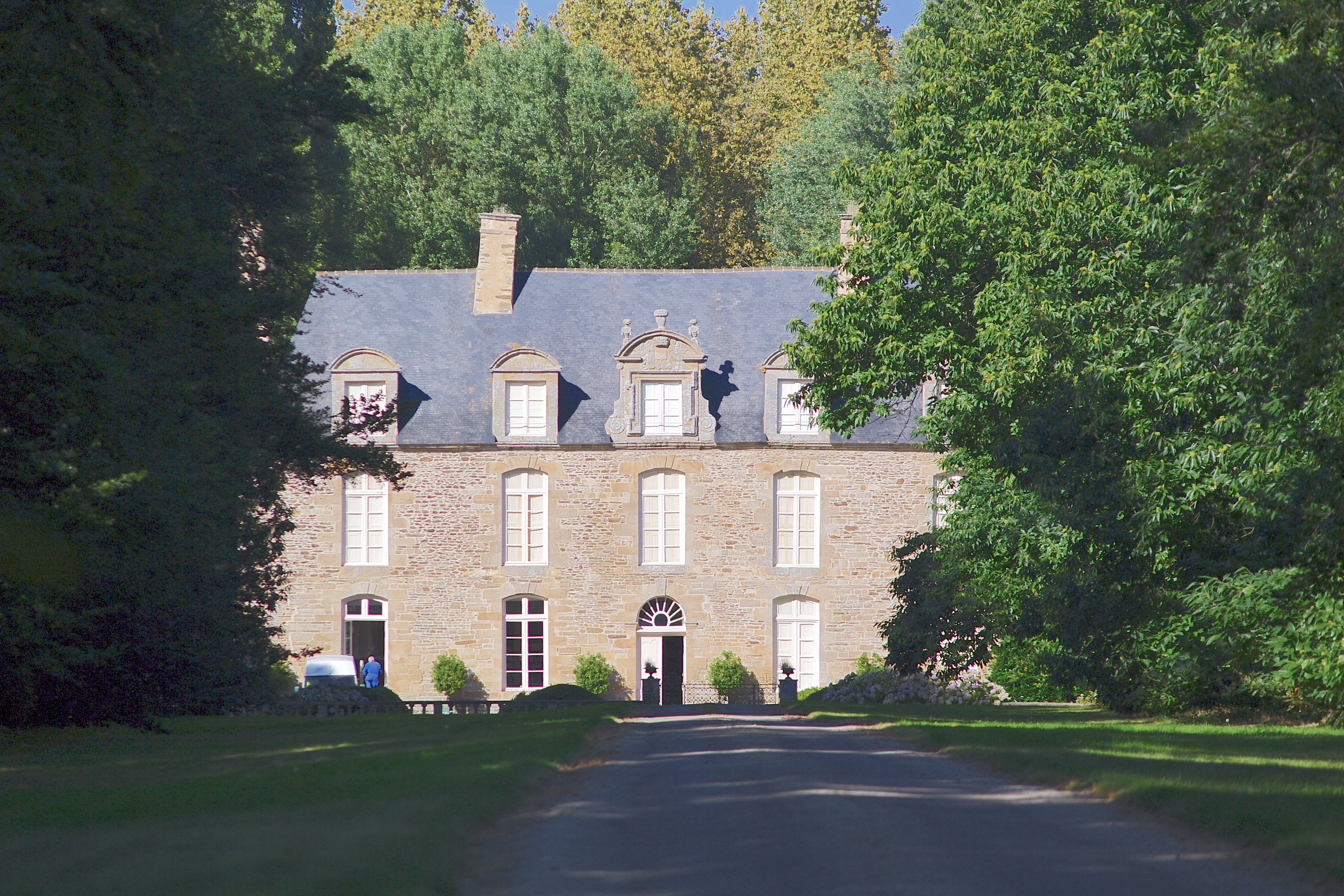
Усадьба Шеней-Таньо
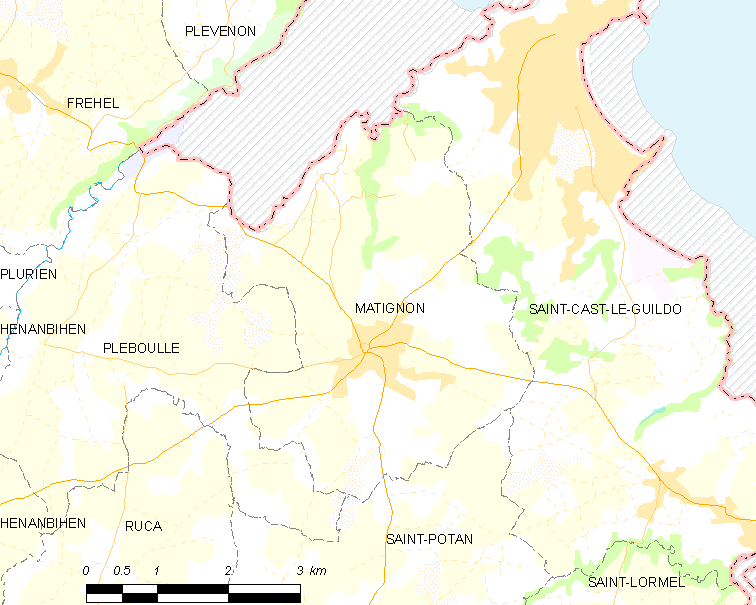
Карта коммуны